# Кортланд (Канзас)
Кортланд (енгл. Courtland) град је у америчкој савезној држави Канзас.

## Демографија
По попису из 2010. године број становника је 285, што је 49 (-14,7%) становника мање него 2000. године.
| Група             | 2000.       | 2010.       |
| Белци             | 320 (95,8%) | 281 (98,6%) |
| Афроамериканци    | 1 (0,3%)    | 2 (0,7%)    |
| Азијати           | 0 (0,0%)    | 1 (0,4%)    |
| Хиспаноамериканци | 13 (3,9%)   | 1 (0,4%)    |
| Укупно            | 334         | 285         |